# Sundsvalls DFF
Sundsvalls Damfotbollsförening (Sundsvalls DFF, SDFF) är en fotbollsklubb i Sundsvall i Sverige. Klubben bildades 1984, genom att GIF Sundsvall överförde sin fotboll för damer till Sundsvalls DFF. Klubben är helt inriktad på damverksamhet. 
Sundsvalls DFF spelade i Damallsvenskan 1991, och höll sig kvar efter en tiondeplats, och 1992 då man åkte ur serien efter en tolfte plats. 
Efter fyra raka säsonger i Elitettan åkte lager ur näst högsta serien 2019 men tog sig genast tillbaka via serieseger i division 1 norra Svealand och sedan vinst i kvalet 2020.

## Hemmaarena
Hemmaarena är NP3 Arena, tidigare Idrottsparken i Sundsvall. Underlaget är konstgräs sedan 2004. Vintertid spelas även matcher inomhus i Nordichallen. SDFF:s publikrekord är 2 800 mot Umeå IK i Svenska cupen 2003.

## Historia
Sundsvalls DFF har spelat två säsonger i Damallsvenskan (1991 och 1992), och totalt 12 i högsta serien (inklusive GIF Sundsvall 1978–1984) som utgör tredje högst placerade norrländska organisation i maratontabellen för högsta damserien.
1985 fick SDFF-spelaren Eva Andersson utmärkelsen Årets fotbollstjej, en föregångare till Diamantbollen, som årets främsta kvinnliga fotbollsspelare.
Klubben har under åren haft fyra spelare i svenska landslaget: Elisabeth Leidinge (då klubben hette GIF Sundsvall), Eva Andersson, Helen Nilsson, och Hanna Glas.

### Serietillhörighet och placeringar sedan millennieskiftet (2000–)
| Säsong | Nivå | Serie                     | Placering |                                 |
| ------ | ---- | ------------------------- | --------- | ------------------------------- |
| 2000   | 2    | Division 1 norra          | 6         |                                 |
| 2001   | 2    | Division 1 norra          | 10        |                                 |
| 2002   | 3    | Division 2 södra Norrland | 3         |                                 |
| 2003   | 3    | Division 2 södra Norrland | 5         |                                 |
| 2004   | 3    | Division 2 södra Norrland | 1         |                                 |
| 2005   | 2    | Division 1 norra          | 3         |                                 |
| 2006   | 2    | Division 1 norra          | 4         |                                 |
| 2007   | 2    | Division 1 norra          | 8         |                                 |
| 2008   | 2    | Division 1 norra          | 8         |                                 |
| 2009   | 2    | Division 1 norra          | 7         |                                 |
| 2010   | 2    | Division 1 norra          | 3         |                                 |
| 2011   | 2    | Division 1 norra          | 2         |                                 |
| 2012   | 2    | Division 1 norra          | 3         |                                 |
| 2013   | 2    | Elitettan                 | 14        |                                 |
| 2014   | 3    | Division 1 Norrland       | 2         |                                 |
| 2015   | 3    | Division 1 norra Svealand | 1         |                                 |
| 2016   | 2    | Elitettan                 | 11        |                                 |
| 2017   | 2    | Elitettan                 | 10        |                                 |
| 2018   | 2    | Elitettan                 | 7         |                                 |
| 2019   | 2    | Elitettan                 | 16        |                                 |
| 2020   | 3    | Division 1 norra Svealand | 1         |                                 |
| 2021   | 2    | Elitettan                 | 12        |                                 |
| 2022   | 2    | Elitettan                 | 10        |                                 |
| 2023   | 2    | Elitettan                 | 10        |                                 |
| 2024   | 2    | Elitettan                 | 14        | Nedflyttad till Division 1 2025 |

Källa: Svenskfotboll.se